# Саїманга фіолетова

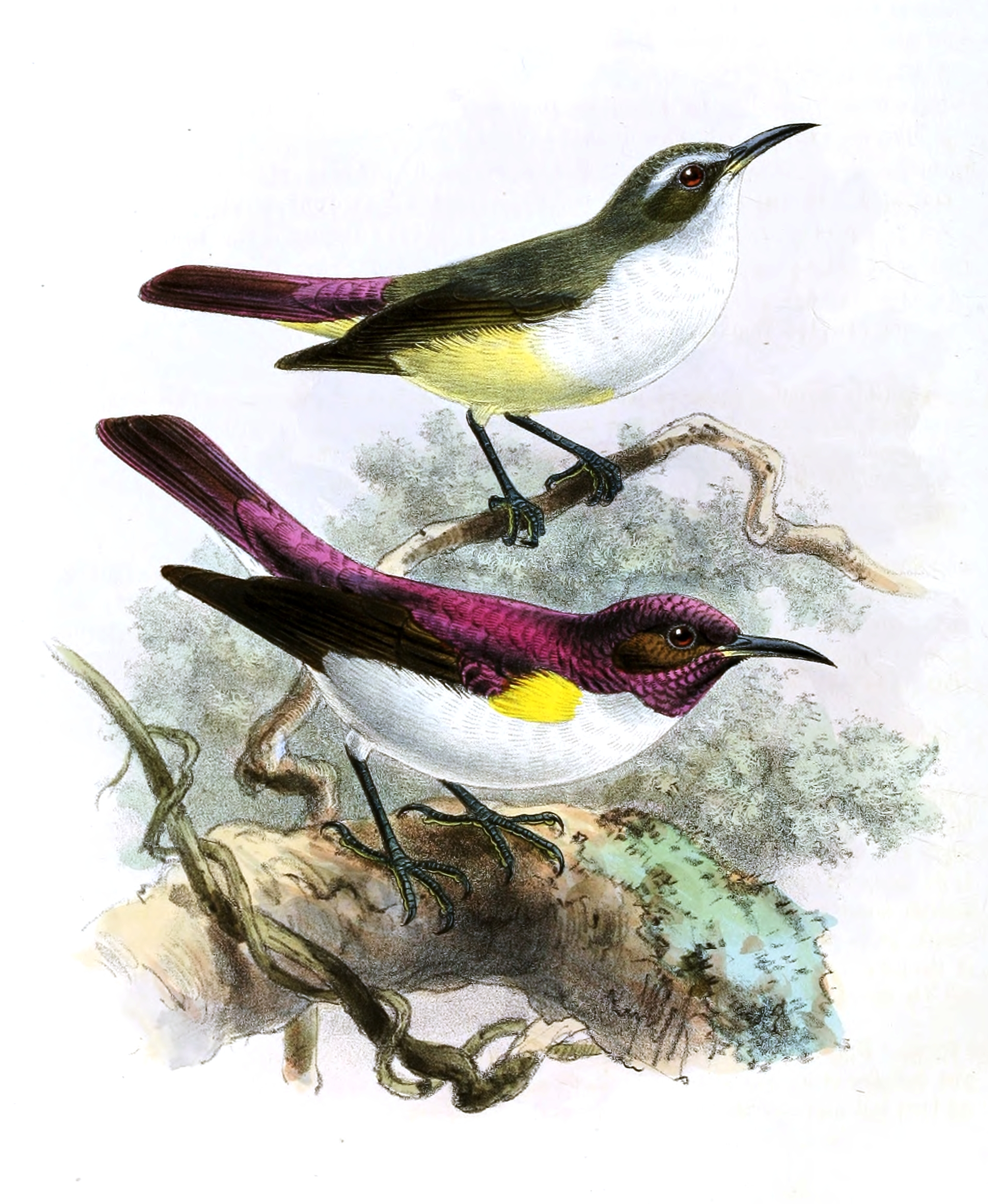
Фіолетові саїманги

Саїманга фіолетова (Anthreptes longuemarei) — вид горобцеподібних птахів родини нектаркових (Nectariniidae). Мешкає в Африці на південь від Сахари.

## Підвиди
Виділяють три підвиди:
- A. l. longuemarei (Lesson, R, 1831) — від Сенегалу до Південного Судану і західної Кенії;
- A. l. angolensis Neumann, 1906 — від центральних районів ДР Конго і Анголи до Замбії, Малаві і південно-західної Танзанії;
- A. l. nyassae Neumann, 1906 — південно-східна Танзанія, північний Мозамбік, східне Малаві і східдне Зімбабве.

## Поширення і екологія
Фіолетові саїманги живуть в саванах, рівнинних тропічних лісах, в мангрових і прибережених заростях та садах.